# Universitatea Gottfried Wilhelm Leibniz din Hanovra
Universitatea Gottfried Wilhelm Leibniz (germană Gottfried Wilhelm Leibniz Universität) (pe scurt LUH sau Uni Hannover), a avut în anul 2008/09, 20.680 de studenți din care 3.138 erau străini. A fost denumită după Gottfried Wilhelm Leibniz. După Universitatea Georg-August din Göttingen este a doua universitate ca mărime din Saxonia Inferioară. Aici se predau 75 de discipline, universitatea fiind membră în TU9 German Institutes of Technology e. V. uniune formată din cele 9 universități mai mari din Germania.

## Personalități marcante
- Gerhard Ertl (premiul Nobel)
- J. Hans D. Jensen (premiul Nobel)
- Klaus Töpfer
- Wilhelm Busch
- Theodor Lessing
- Matthias Miersch
- Margarita Mathiopoulos
- Hans-Peter Schneider
- Christian Pfeiffer
- Karl Karmarsch
- Horst Dreier

## Facultăți
În 2009 universitatea avea 9 facultăți
- Facultatea de Arhitectură
- Facultatea de Construcții și Geodezie
- Facultatea de Electrotehnică și Informatică
- Facultatea de Științe juridice
- Facultatea de Construții de mașini
- Facultatea de Matematică și fizică
- Facultatea de Științe naturale
- Facultatea de Filozfie
- Facultatea de Economie